# 9197 Ендо
9197 Ендо (9197 Endo) — астероїд головного поясу, відкритий 24 листопада 1992 року.
Тіссеранів параметр щодо Юпітера — 3,686.